# Льерноль
Льерно́ль (фр. Liernolles) — коммуна во Франции, находится в регионе Овернь. Департамент коммуны — Алье. Входит в состав кантона Жалиньи-сюр-Бебр. Округ коммуны — Виши.
Код INSEE коммуны — 03144.

## Население
Население коммуны на 2008 год составляло 258 человек.
| 1962 | 1968 | 1975 | 1982 | 1990 | 1999 | 2008 |
| ---- | ---- | ---- | ---- | ---- | ---- | ---- |
| 498  | 507  | 416  | 367  | 309  | 282  | 258  |

## Экономика
В 2007 году среди 149 человек в трудоспособном возрасте (15—64 лет) 117 были экономически активными, 32 — неактивными (показатель активности — 78,5 %, в 1999 году было 72,6 %). Из 117 активных работали 111 человек (62 мужчины и 49 женщин), безработных было 6 (1 мужчина и 5 женщин). Среди 32 неактивных 11 человек были учениками или студентами, 7 — пенсионерами, 14 были неактивными по другим причинам.